# Rochefort-en-Valdaine
Rochefort-en-Valdaine település Franciaországban, Drôme megyében. Lakosainak száma 359 fő (2022. január 1.). Rochefort-en-Valdaine Espeluche, Montjoyer, Puygiron és La Touche községekkel határos.

## Népesség
A település népessége az elmúlt években az alábbi módon változott:
| Lakosok száma | 171  | 211  | 258  | 338  | 356  | 349  | 355  | 361  | 370  | 359  |
|               | 1968 | 1982 | 1990 | 2006 | 2013 | 2015 | 2017 | 2019 | 2020 | 2022 |